# Figueira de Melo
Jerônimo Martiniano Figueira de Melo, cuja grafia de época é Jeronymo Martiniano Figueira de Mello (Sobral, 19 de abril de 1809 — Rio de Janeiro, 20 de agosto de 1878), foi um magistrado e político brasileiro.

## Biografia
Foi o primogênito dos oito filhos do capitão pernambucano Jerônimo José Figueira de Melo e de Maria do Livramento Monte. Irmão de João Capistrano Bandeira de Melo e tio do ex-senador Viriato de Medeiros e do Visconde de Saboia, dentre outros.
Figura entre os primeiros bacharéis formados pela Faculdade de Direito de Olinda, em 1832, sendo seus condiscípulos Nabuco, Ferreira de Aguiar e Eusébio de Queirós.
Iniciou sua carreira na magistratura, em 1833, como promotor público da Corte, pondo em execução o Código do Processo promulgado pela lei de 29 de novembro de 1832. Em decreto de 1 de dezembro, foi nomeado juiz de direito da comarca de Fortaleza, passando depois, em idêntico cargo, para as varas do crime da comarca do Brejo, em Pernambuco, por decreto de 13 de setembro de 1841, e dos Feitos da Fazenda Pública da referida província, em decreto de 21 de janeiro do ano seguinte. Em 21 de abril de 1849, D. Pedro II lhe concedeu o uso de beca honorária, em atenção aos serviços prestados na magistratura.
Em 9 de janeiro de 1851, foi nomeado desembargador da Relação de Pernambuco, onde exerceu o lugar de procurador da Coroa, Fazenda e Soberania Nacional, por nomeação em decreto de 5 de outubro de 1855. Exerceu os cargos de secretário do presidente da província de Pernambuco, Barão da Boa Vista, e de chefe de polícia desta província, em decreto de 9 de janeiro de 1849, sendo exonerado por decreto de 11 de setembro de 1852; achava-se em exercício quando irrompeu a Revolução Praieira. Exerceu também o cargo de chefe de polícia da Corte, por decreto de 27 de setembro de 1854.
Foi removido, em decreto de 3 de agosto de 1861, para a Relação do Rio de Janeiro, da qual foi nomeado presidente, em 28 de dezembro de 1870. Em 3 de fevereiro de 1865, foi nomeado membro da comissão encarregada de examinar o projeto do Código Civil do Império organizado por Augusto Teixeira de Freitas.
Militou ativamente na política, sendo eleito deputado à Assembléia Geral Legislativa pelo Ceará, na 3ª, 9ª, 11ª e 14ª legislaturas e por Pernambuco na 8ª legislatura; em carta imperial de 27 de abril de 1870, foi nomeado senador pela referida província do Ceará, em substituição do finado Marquês de Abrantes. A mesma carta escolheu senador também o desembargador honorário Domingos José Nogueira Jaguaribe.
Em decreto de 6 de novembro de 1873, foi nomeado ministro do Supremo Tribunal de Justiça, preenchendo a vaga aberta com a aposentadoria concedida a Manuel Machado Nunes; tomou posse em 12 do referido mês; foi aposentado em decreto de 13 de dezembro de 1876.
Por ocasião da chamada questão religiosa movida pela Maçonaria contra os bispos católicos do Pará e de Olinda, Antônio de Macedo Costa e Frei Vital de Oliveira, colocou-se ao lado destes, quer no Parlamento quer na imprensa, publicando até mesmo um opúsculo sobre essa questão.
D. Pedro II aproveitou seus serviços na alta administração de duas províncias do Império: Maranhão — nomeado em 28 de novembro de 1842, tomou posse em 23 de janeiro do ano seguinte; Rio Grande do Sul — nomeado em carta de 27 de setembro de 1871, entrou em exercício a 20 de outubro deste ano e foi exonerado a pedido, em decreto de junho de 1872. Sua atuação nas duas províncias foi das mais delicadas e difíceis, pois cada uma delas estava dilacerada pelas lutas partidárias entre conservadores e liberais.
Em recompensa de seus méritos, o Imperador agraciou Figueira de Melo com o grau de dignitário da Imperial Ordem da Rosa; o título do Conselho, em decreto de 24 de março de 1869; o foro de Fidalgo Cavaleiro da Casa Imperial, em decreto de 7 de março de 1874, e a Grã-Cruz da Imperial Ordem de Cristo, em decreto de 14 de fevereiro de 1877, condecoração esta que ele preferiu ao título de Barão de Sobral sem grandeza; foi o primeiro cearense que obteve a aludida grã-cruz.
Faleceu aos 69 anos de idade, vítima de derrame cerebral, na cidade do Rio de Janeiro, e seu corpo foi sepultado no Cemitério São João Batista. Foi casado com Maria Pais de Andrade, natural de Pernambuco, filha de Francisco Carvalho Pais de Andrade, com quem teve dois filhos:
1. Francisco de Carvalho Figueira de Melo (Recife, 14 de julho de 1843 - Petrópolis, 8 de abril de 1906), advogado formado pela Faculdade de Direito de Recife, casado com Júlia de Avelar, filha do Visconde de Ubá, deixando descendência;
2. Ana de Carvalho Figueira de Melo, casada com João Ribeiro de Almeida, com quem teve uma filha, Amanda Figueira de Almeida, a qual faleceu solteira em 1910.[3]